# Strange Timez
«Strange Timez» és una cançó de la banda virtual de rock alternatiu Gorillaz amb la col·laboració del cantant Robert Smith, líder de la banda The Cure. Es va publicar el 9 de setembre de 2020 com a setè senzill de l'àlbum Song Machine, Season One: Strange Timez, dins del projecte audiovisual Song Machine.
La cançó ja es va avançar al final del videoclip del senzill anterior, «Pac-Man», on apareixia la tonada inicial de la cançó amb l'anunci que Song Machine tornaria al setembre. Fou el primer senzill de l'àlbum que es va enregistrar la pandèmia de COVID-19, Albarn va mencionar que l'havia enregistrat via e-mail amb Smith. El videoclip fou dirigit per Jamie Hewlett, Tim Court i Max Taylor.

## Llista de cançons
| Núm.          | Títol                                       | Durada |
| ------------- | ------------------------------------------- | ------ |
| 1.            | «Machine Bitez #12»                         | 0:30   |
| 2.            | «Strange Timez» (amb Robert Smith)          | 3:47   |
| 3.            | «Machine Bitez #13»                         | 0:46   |
| 4.            | «Strange Timez» (Robert Smith AURORA Remix) | 4:58   |
| Durada total: | Durada total:                               | 10:01  |

## Crèdits
Gorillaz
- Damon Albarn – cantant, instrumentació, director, teclats, baix
- Jamie Hewlett – artwork, disseny de personatges, direcció vídeo
- Remi Kabaka Jr. – percussió, programació bateria

Músics addicionals i tècnics
- Robert Smith – cantant, guitarra, teclats, baix i capsa de música
- Etta Albarn Teulon – trompeta
- John Davis – enginyeria masterització
- Samuel Egglenton – enginyeria
- Stephen Sedgwick – enginyeria, enginyeria mescles